# إيفا هاش
إيفا هاش (بالإسبانية: Eva Hache)‏ هي مصممة رقصات وممثلة ومقدمة برامج تلفزيونية إسبانية، ولدت يوم 7 أغسطس 1972 في شقوبية في إسبانيا.

## روابط خارجية
- إيفا هاش على موقع IMDb (الإنجليزية)
- إيفا هاش على موقع قاعدة بيانات الفيلم (الإنجليزية)